# Скёуг, Мортен
Мо́ртен Скёуг (норв. Morten Skaug; род. 1962) — норвежский кёрлингист и тренер по кёрлингу.
В составе мужской сборной Норвегии участник пяти чемпионатов мира (дважды бронзовые призёры) и четырёх чемпионатов Европы (один раз серебряные призёры и трижды бронзовые). Двукратный чемпион Норвегии среди мужчин. В составе юниорской мужской сборной Норвегии участник трёх юниорских чемпионатов мира (лучший результат — четвёртое в 1979).
В основном играл на позициях первого и второго.

## Достижения
- Чемпионат мира по кёрлингу среди мужчин: бронза (1989, 1991).
- Чемпионат Европы по кёрлингу: серебро (1983), бронза (1984, 1985, 1990).
- Чемпионат Норвегии по кёрлингу среди мужчин: золото (1990, 1991).

## Команды
| Сезон   | Четвёртый         | Третий            | Второй            | Первый            | Запасной               | Турниры                      |
| ------- | ----------------- | ----------------- | ----------------- | ----------------- | ---------------------- | ---------------------------- |
| 1978—79 | Шур Лоэн          | Мортен Скёуг      | Olav Saugstad     | Tom Sørlundsengen |                        | ЧМЮ 1979 (4 место)           |
| 1981—82 | Мортен Скёуг      | Tom Sørlundsengen | Helge Smeby       | Yngve Slyngstad   | тренер: Бо Бакке       | ЧМЮ 1982 (6 место)           |
| 1981—82 | Шур Лоэн          | Мортен Сёгор      | Мортен Скёуг      | Дагфинн Лоэн      | тренер: Кристиан Сёрум | ЧМ 1982 (5 место)            |
| 1983—84 | Кристиан Сёрум    | Мортен Сёгор      | Дагфинн Лоэн      | Мортен Скёуг      |                        | ЧЕ 1983                      |
| 1983—84 | Мортен Скёуг      | Olav Saugstad     | Tom Sørlundsengen | Helge Smeby       |                        | ЧМЮ 1984 (5 место)           |
| 1984—85 | Кристиан Сёрум    | Мортен Сёгор      | Дагфинн Лоэн      | Мортен Скёуг      |                        | ЧЕ 1984                      |
| 1984—85 | Кристиан Сёрум    | Мортен Сёгор      | Мортен Скёуг      | Дагфинн Лоэн      | тренер: Бо Бакке       | ЧМ 1985 (6 место)            |
| 1985—86 | Эйгиль Рамсфьелл  | Шур Лоэн          | Гуннар Меланд     | Мортен Скёуг      |                        | ЧЕ 1985                      |
| 1988—89 | Эйгиль Рамсфьелл  | Шур Лоэн          | Мортен Сёгор      | Бо Бакке          | Мортен Скёуг           | ЧМ 1989                      |
| 1989—90 | Эйгиль Рамсфьелл  | Шур Лоэн          | Никлас Ярунд      | Мортен Скёуг      | Флемминг Давангер (ЧМ) | ЧНМ 1990 · ЧМ 1990 (5 место) |
| 1990—91 | Эйгиль Рамсфьелл  | Шур Лоэн          | Мортен Скёуг      | Никлас Ярунд      |                        | ЧЕ 1990                      |
| 1990—91 | Эйгиль Рамсфьелл  | Шур Лоэн          | Никлас Ярунд      | Мортен Скёуг      | Дагфинн Лоэн (ЧМ)      | ЧНМ 1991 · ЧМ 1991           |
| 2023—24 | Флемминг Давангер | Бент Рамсфьелл    | Эспен де Ланге    | Ларс Вогберг      | Мортен Скёуг           | ЧНМ 2024 (9 место)           |

(скипы выделены полужирным шрифтом)

## Результаты как тренера национальных сборных
| Год  | Турнир                                        | Сборная                | Место |
| ---- | --------------------------------------------- | ---------------------- | ----- |
| 2005 | Чемпионат мира по кёрлингу среди юниоров 2005 | Норвегия (юниоры муж.) | 5     |